# Società Polisportiva Tre Fiori
Maillots
Actualités
Le SP Tre Fiori est un club de football saint-marinais fondé en 1949 et évoluant au sein campeonato sammarinese.

## Histoire
La Societa Polisportiva Tre Fiori est fondé en 1949. L'équipe remporte son premier titre en 1966 en gagnant la coupe de Saint-Marin. Le club gagne de nouveau la coupe en 1971 puis 1974 et 1975. Le club remporte encore ce trophée en 1985.

### Début du club et premières performances
Lors de la saison 1985-1986, le club termine treizième du championnat et est relégué en Série A2 (deuxième niveau) mais remonte l'année suivante avant de glaner un premier titre de champion une saison après (Campeonato sammarinese 1987-88) .

### Premier âge d'or (1990-1996)
Le club réalise d'excellentes saisons par la suite sans toutefois remporté le moindre titre, avec deux finales de Plays-Offs perdu notamment. En 1992, l'équipe remporte la supercoupe avant de soulever un second championnat la saison suivante. Le club remporte ce même championnat encore deux fois consécutivement en 1994 et 1995 (avec une super coupe remporté en 1994).

### Le déclin (1996-2008)
Tre fiori connaît un long déclin à partir de 1996. Le club est cantonné au Top 5 et ne joue plus le titre. Malgré quelques coups d'éclats (troisième place, finale de Plays-Offs..), l'équipe ne remporte pas de titre.

### Le renouveau (2009-2014)
Cette longue période de vaches maigres prend fin en 2009 ou, à l'issue d'une très belle saison le club remporte un cinquième championnat. Les deux saisons suivantes sont couronnées de succès avec deux titres de champion, une coupe et une supercoupe .
Les deux saisons d'après sont plus difficiles sans titre remporté.

### Nouveau déclin (2014-2019)
Le club connais une véritable crise pendant près de cinq ans. L'équipe ne glane pas de titre tandis que les rivaux de La Fiorita ou de Tre penne engrangent des titres et reviennent à hauteur du club à la triple fleur.
Mais Tre fiori parvient une nouvelle fois à se renouveler et remporte la coppa Titano en 2019 avant d'arracher le titre la saison suivante.

### Une équipe à double tranchant (depuis 2020)
Depuis, les jaunes et bleus n'ont pas remporte un nouveau titre de champion malgré de bonnes saisons. La coupe ainsi que la supercoupe leur échappe également. Sur le plan européen, le club à du mal à s'imposer à l'image du football saint-marinais.

## Stade et infrastructures
Tre fiori évolue au stade Federico Crescentino basé à Fiorentino à Saint-Marin. Le stade peut accueillir environ 1000 personnes et comporte une tribune d'environ 700 places. La surface de jeu est en pelouse artificielle.
Le stade est l'un des plus grands du territoire de Saint-Marin ainsi que l'un des plus  avant gardiste du football Saint-marinais d'après le club lui-même : 
« Le terrain de sport de la Fiorentino offrait à l'époque au football la structure la plus simple et la plus organisée de toute la République ; en 1968, ce fut le premier terrain à être équipé du système d'éclairage.
 »
Site officiel du club

## Bilan sportif

### Palmarès
- Championnat de Saint-Marin (8)
  - Champion : 1988, 1993, 1994, 1995, 2009, 2010, 2011 et 2020
  - Vice-champion : 1991, 1998 et 2007

- Coupe de Saint-Marin (8)
  - Vainqueur : 1966, 1971, 1974, 1975, 1985, 2010, 2019 et 2022
  - Finaliste : 1986, 1992, 2001 et 2021

- Supercoupe de Saint-Marin (4)
  - Vainqueur : 1991, 1993, 2010, 2011 et 2019
  - Finaliste : 1988, 1992, 1995 et 2007

### Bilan européen
- Ligue des champions de l'UEFA
  - Saison 2009-2010

La petite équipe d'Andorre ouvre le score par l'intermédiaire de Christian Xinos sur penalty trois minutes avant la mi-temps. Mais à l'heure de jeu, Vicente Muñoz est expulsé pour un coup de coude lors d'un duel aérien. Quatorze minutes plus tard, Matteo Andreini, qui avait concédé le penalty en première période, remet les deux équipes à égalité avant le match retour.
Lors du match retour, Victor Moreira donne l'avantage à son équipe de Santa Coloma à six minutes de la pause. De plus Tre Fiori perd peu après Michael Simoncini pour un deuxième carton jaune. Mais à huit minutes de la fin du match, Nicola Canarezza remet les deux équipes à égalité parfaite. Dans les tirs au but, Martin Rodriguez rate le dernier penalty pour l'équipe de Saint-Marin.
- Ligue des champions de l'UEFA
  - Saison 2010-2011

Le club de Saint Marin doit s'incliner une nouvelle fois au premier tour face au club Monténégrin du Rudar Pljevlja. Lors du match aller, c'est grâce à deux buts inscrits dans les dix premières minutes par Nermin Useni et Nedeljko Vlahović tout d'abord, puis par Ivica Jovanović qui ajoute un troisième but dans le temps additionnel que le club monténégrin arrive à prendre un avantage décisif dès le match aller.
Le match retour ne se déroule pas mieux pour le club saint-marinais puisque c'est le capitaine Predrag Randjelović qui ouvre le score. Fabio Vannoni égalise néanmoins et permet à son équipe de sauver l'honneur. À 23 minutes de la fin, Randjelović permet à son équipe de reprendre l'avantage, avant que deux autres buts inscrits par Nedeljko Vlahović et Miroje Jovanović ne scellent définitivement la victoire du club monténégrin.
Note : dans les résultats ci-dessous, le score du club est toujours donné en premier
| Saison    | Compétition             | Tour              | Club           | Domicile | Extérieur | Total             |
| --------- | ----------------------- | ----------------- | -------------- | -------- | --------- | ----------------- |
| 2009-2010 | Ligue des champions     | Premier tour Q    | UE Sant Julià  | 1 - 1    | 1 - 1 ap  | 2 - 2 (4 - 5 tab) |
| 2010-2011 | Ligue des champions     | Premier tour Q    | Rudar Pljevlja | 0 - 3    | 1 - 4     | 1 - 7             |
| 2011-2012 | Ligue des champions     | Premier tour Q    | Valletta FC    | 0 - 3    | 1 - 2     | 1 - 5             |
| 2018-2019 | Ligue Europa            | Tour préliminaire | Bala Town      | 3 - 0    | 0 - 1     | 3 - 1             |
| 2018-2019 | Ligue Europa            | Premier tour Q    | Rudar Velenje  | 0 - 3    | 0 - 7     | 0 - 10            |
| 2019-2020 | Ligue Europa            | Tour préliminaire | KÍ Klaksvík    | 0 - 4    | 1 - 5     | 1 - 9             |
| 2020-2021 | Ligue des champions     | Tour préliminaire | Linfield FC    | 0 - 2    | 0 - 2     | 0 - 2             |
| 2020-2021 | Ligue Europa            | Deuxième tour Q   | Riga FC        | N/A      | 0 - 1     | 0 - 1             |
| 2022-2023 | Ligue Europa Conférence | Premier tour Q    | CS Fola Esch   | 3 - 1    | 1 - 0     | 4 - 1             |
| 2022-2023 | Ligue Europa Conférence | Deuxième tour Q   | B36 Tórshavn   | 0 - 0    | 0 - 1     | 0 - 1             |
| 2025-2026 | Ligue Conférence        | Premier tour Q    | FC Pyunik      | 1 - 0    | 0 - 5     | 1 - 5             |

Légende
- Victoire ou qualification pour le tour suivant
- Match nul
- Défaite ou élimination de la compétition

## Anciens joueurs
- Federico Crescentini